# Jestofunk
Jestofunk est un groupe italien de jazz et funk crée en 1991 et composé de Alessandro Staderini, Francesco Farias et Claudio Rispoli,,.

## Histoire
Le groupe Jestofunk est formé en 1991 grâce à la collaboration entre les trois DJ italiens Alessandro « Blade » Staderini, Francesco Farias et « Claudio Mozart » Rispoli. Il a débuté avec le single I'm Gonna Love You, l'une des premières expériences entre le son funky et les rythmes et sons modernes. Il a été l'un des groupes italiens les plus célèbres des années 1990 à l'étranger, notamment pour ses deux tubes Can We Live (avec CeCe Rogers) et Say It Again.
Leur premier album, Love in a Black Dimension, se classe en 32e position du hit-parade autrichien. Universal Mother est 8e en Autriche, 27e en Suisse et 44e en France dans le Top Albums,. Seventy Miles From Philadelphia est 14e en Autriche et 67e en Suisse. Anthology est 43e en Autriche. Le single Disco Queen culmine en 84e position du UK Singles Chart.
Le titre Jestofunk: The Anthology est écoulé à plus d’un million d’exemplaires à travers le monde et le collectif remporte le Gold Award pour l'ensemble de sa carrière. La chanson Say It Again est utilisée dans des spots publicitaires pour le Tatoo de France Télécom et pour Candia.

## Discographie
- 1995 : Love in a Black Dimension
- 1998 : Universal Mother
- 1998 : The Remixes
- 1999 : Live
- 2003 : Seventy Miles from Philadelphia (voix de Wendy Lewis)
- 2005 : The Anthology - Hits, Remixes and Unreleased Tracks[12]
- 2009 : Special Love (feat. Jocelyn Brown)
- 2013 : One World (feat. CeCe Rogers)